# Хрольчицы (Дятловский район)
Хро́льчицы (бел. Хрольчыцы) — деревня в Даниловичском сельсовете Дятловского района Гродненской области Республики Беларусь. По переписи населения 2009 года в Хрольчицах проживал 31 человек.

## История
В 1921—1939 годах Хрольчицы находились в составе межвоенной Польской Республики. В это время Хрольчицы — деревня в Кошелёвской гмине Новогрудского повята. В 1923 году в Хрольчицах было 31 хозяйство, 184 жителя. В сентябре 1939 года Хрольчицы вошли в состав БССР.
В 1996 году Хрольчицы входили в состав Торкачёвского сельсовета и колхоза «Беларусь». В деревне насчитывалось 46 хозяйств, проживали 83 человека.
13 июля 2007 года вместе с другими населёнными пунктами упразднённого Торкачёвского сельсовета Хрольчицы были переданы в Даниловичский сельсовет.